# 1950 en architecture
| Années de l'architecture : 1947 - 1948 - 1949 - 1950 - 1951 - 1952 - 1953    |
| Décennies de l'architecture : 1920 - 1930 - 1940 - 1950 - 1960 - 1970 - 1980 |

Cet article présente les faits marquants de l'année 1950 en architecture.

## Réalisations
- L'architecte suisse Le Corbusier commence la construction de la chapelle de Ronchamp (fin en 1955).
- Église Saint-Antoine à Viareggio en italie.

## Naissances
- 19 avril : Jacques Herzog.
- 8 mai : Pierre de Meuron.
- 31 octobre : Zaha Hadid.

## Décès
- 1er juillet : Eliel Saarinen (° 20 août 1873).